# Ярошенко Дмитро Володимирович
Дмитро Володимирович Ярошенко (4 листопада 1976, Макаров, Сахалінська область) — російський біатлоніст, дворазовий чемпіон світу з біатлону, володар малого Кубка світу 2006/2007 року в гонках преслідування. У сезоні 2007/2008 посів друге місце в загальному заліку Кубка світу.

## Спортивна кар'єра
У 2004 році Дмитро став срібним призером Чемпіонату Європи, в 2005 році — чемпіоном Європи в чоловічій естафеті та срібним призером в індивідуальній гонці; в 2004 році — двічі третій на Гран-Прі в Ханти-Мансійську, в 2006 році став володарем Кубку Європи з біатлону.
Після Олімпіади-2006 у зв'язку з завершенням спортивної кар'єри деяких провідних біатлоністів Дмитро почав регулярно виступати на етапах Кубка світу та зміг закріпитися в основній збірній.
Вперше потрапив на подіум 2 грудня 2006 році, зайняв друге місце в спринті на етапі Кубка світу в Естерсунді.
Першу перемогу здобув в естафеті  10 грудня 2006 року. А 10 лютого 2007 в скаладі чоловічої естафетної команди виграв першу у своїй кар'єрі золоту медаль.
Учасник «золотої четвірки» (Черезов, Круглов, Ярошенко, Чудов), які ні разу в сезонах 2006—2007 и 2007—2008 не опускалися ниже другого місця, а також на двох чемпіонатах світу поспіль вигравали золоті медалі.

### Допінг
13 лютого 2009 року Міжнародний союз біатлоністів офіційно підтвердив позитивні результати допінг-проб, які були взяті у Дмитра Ярошенка, Катерини Юр'євої та Альбіни Ахатової в грудні 2008 року на першому етапі Кубка світу-2008/2009. Біатлоністи були визнані винними  у вживанні заборонених препаратів та дискваліфіковані на два року кожний, без права брати участь на Олімпіаді у Ванкувері. 
12 грудня 2010 року Дмитро повернувся у великий біатлон. 12 січня 2011 року він взяв участь в індивідуальній гонці, яка проводилася в рамках  5-го етапу Кубка світу в німецькому Рупольдинзі, однак не показавши високої швидкості (70 швидкість серед 95 спортсменів) та допустивши 3 промахи  Дмитро зміг фінішувати лише 68. Це був перший і останній виступ Дмитра в рамках сезону 2010/2011.
Завершив професійну кар'єру в 2013 році.

## Виступи на чемпіонаті світу
| Рік  | Міце проведення      | Інд | Спр | Пр | МС | Ест | ЗМ |
| 2007 | Антхольц-Антерсельва |     | 27  | 8  |    | 1   |    |
| 2008 | Естерсунд            | 11  | 10  | 4  | 6  | 1   | 3  |

## Загальний залік в Кубку світу
- 2004—2005 — 82-е місце
- 2005—2006 — 61-е місце (43 очок)
- 2006—2007 — 5-е місце (619 очок)
- 2007—2008 — 2-е місце (696 очок)

## Статистика стрільби
| № п/п | Сезон     | Загальна        | Індивідуальна гонка | Спринт        | Гонка переслідування | Мас-старт     | Естафета      |
| ----- | --------- | --------------- | ------------------- | ------------- | -------------------- | ------------- | ------------- |
| 1     | 2005-2006 | 80,9% (89/110)  | 0% (0/0)            | 80% (40/50)   | 81,7% (49/60)        | 0% (0/0)      | 0% (0/0)      |
| 2     | 2006-2007 | 87,9% (392/446) | 93,3% (56/60)       | 87,8% (79/90) | 90% (114/160)        | 78,8% (63/80) | 89,3% (50/56) |
| 3     | 2007-2008 | 81,3% (374/460) | 73,3% (44/60)       | 81% (81/100)  | 82,1% (115/140)      | 85% (85/100)  | 81,7% (49/60) |
| 4     | 2010-2011 | 85% (17/20)     | 85% (17/20)         | 0% (0/0)      | 0% (0/0)             | 0% (0/0)      | 0% (0/0)      |

## Виноски
1. ↑  В дужках наведена кількість влучних пострілів та загальна кількість пострілів. В статистиці стрільби рахуються постріли, які здійснив біатлоніст на етапах кубка світу та чемпіонаті світу